# Pseudostenophylax garhwalensis
Pseudostenophylax garhwalensis är en nattsländeart som beskrevs av Schmid 1991. Pseudostenophylax garhwalensis ingår i släktet Pseudostenophylax och familjen husmasknattsländor. Inga underarter finns listade i Catalogue of Life.